# Zoe Bergermann
Zoe Bergermann (* 28. April 1994 in Halton Hills, Ontario) ist eine kanadische Snowboarderin. Sie startet in der Disziplin Snowboardcross.

## Werdegang
Bergermann nahm bis 2014 vorwiegend am Nor-Am Cup teil. Dabei holte sie sieben Siege und belegte in der Saison 2012/13 und 2013/14 jeweils den zweiten Platz in der Snowboardcrosswertung. Im Snowboard-Weltcup debütierte sie im Februar 2013 in Blue Mountain und errang dabei den 25. Platz. Bei den Snowboard-Weltmeisterschaften 2015 am Kreischberg kam sie auf den 23. Platz. Zu Beginn der Saison 2015/16 gelang ihr in Montafon mit dem vierten Platz ihre erste Top-Zehn-Platzierung im Weltcup. Im weiteren Saisonverlauf erreichte sie weitere fünf Top-Zehn-Resultate im Weltcup und belegte damit den neunten Platz im Snowboardcross-Weltcup. Bei den Winter-X-Games 2016 in Aspen wurde sie Achte. In der Saison 2016/17 kam sie im Weltcup mit zwei Top-Zehn-Platzierungen bei sechs Teilnahmen auf den 14. Platz im Snowboardcross-Weltcup. Beim Saisonhöhepunkt den Snowboard-Weltmeisterschaften 2017 in Sierra Nevada belegte sie den 23. Platz. In der folgenden Saison erreichte sie sechs Top-Zehn-Platzierungen, darunter Platz zwei in Feldberg und zum Saisonende den neunten Platz im Snowboardcross-Weltcup. Beim Saisonhöhepunkt, den Olympischen Winterspielen 2018 in Pyeongchang, belegte sie den 23. Platz im Snowboardcross. In den folgenden Jahren kam sie bei den Snowboard-Weltmeisterschaften 2021 in Idre auf den 21. Platz im Einzel sowie auf den achten Rang im Teamwettbewerb und bei den Olympischen Winterspielen 2022 in Peking auf den 15. Platz im Snowboardcross Einzel.

## Teilnahmen an Weltmeisterschaften und Olympischen Winterspielen

### Olympische Winterspiele
- 2018 Pyeongchang: 23. Platz Snowboardcross
- 2022 Peking: 15. Platz Snowboardcross

### Snowboard-Weltmeisterschaften
- 2015 Kreischberg: 23. Platz Snowboardcross
- 2017 Sierra Nevada: 23. Platz Snowboardcross
- 2021 Idre: 8. Platz Snowboardcross Team, 21. Platz Snowboardcross

## Snowboardcross-Weltcup-Gesamtplatzierungen
| Saison  | Platz | Punkte |
| ------- | ----- | ------ |
| 2012/13 | 34.   | 165    |
| 2013/14 | 27.   | 540    |
| 2014/15 | -     | -      |
| 2015/16 | 9.    | 2340   |
| 2016/17 | 14.   | 1280   |
| 2017/18 | 9.    | 3130   |
| 2018/19 | -     | -      |
| 2019/20 | 20.   | 550    |
| 2020/21 | 12.   | 129    |
| 2021/22 | 18.   | 109    |